# Peter Jackson
Peter Robert Jackson, född 31 oktober 1961 i Pukerua Bay, regionen Wellington, Nordön, Nya Zeeland, är en nyzeeländsk filmregissör, filmproducent och manusförfattare.

## Biografi
Peter Jackson drömde ända sedan han var liten då han såg den svartvita filmen King Kong om att regissera filmer. Han fick en Super 8-filmkamera av sina föräldrar och började då göra korta fantasyfilmer. Vid tjugo års ålder köpte han en begagnad 16 millimeters kamera och påbörjade tillsammans med några kompisar inspelningen av sin allra första långfilm, splatterfilmen Bad Taste. Sedan regisserade han filmen Meet the Feebles, en splatterparodi på Mupparna. Han steg i anseende efter att ha gjort filmen Svarta änglar som också blev Oscarsnominerad. Sedan 1987 är han gift med Frances Walsh som han har två barn med, Katie Jackson och Billy Jackson. De skriver alltid manus tillsammans.
På senare tid har han uppmärksammats genom att regissera filmtolkningar av J.R.R. Tolkiens Härskarringen och Bilbo - En hobbits äventyr.
Jackson blev den 28 april 2010 adlad av Nya Zeelands generalguvernör Anand Satyanand och kan därefter kalla sig Sir.

## Filmografi
| År   | Titel                                   | Fungerade som | Fungerade som   | Fungerade som | Fungerade som                                                                  | Fungerade som |
| År   | Titel                                   | Regissör      | Manusförfattare | Producent     | Roll                                                                           |               |
| ---- | --------------------------------------- | ------------- | --------------- | ------------- | ------------------------------------------------------------------------------ | ------------- |
| 1976 | The Valley (kortfilm)                   | Ja            | Ja              | Ja            | Prospector #4                                                                  |               |
| 1987 | Bad Taste                               | Ja            | Ja              | Ja            | Derek / Robert (dubbel roll)                                                   |               |
| 1989 | Meet the Feebles                        | Ja            | Ja              | Ja            | En i teaterpubliken som bär en"Bad Taste"-mask                                 |               |
| 1992 | Valley of the Stereos (kortfilm)        | Nej           | Nej             | Ja            |                                                                                |               |
| 1992 | Braindead                               | Ja            | Ja              | Nej           | Begravningsentreprenörens assistent (cameo)                                    |               |
| 1994 | Svarta änglar                           | Ja            | Ja              | Ja            | Luffaren utanför teatern (okrediterad cameo)                                   |               |
| 1995 | Forgotten Silver                        | Ja            | Ja              | Nej           | Sig själv                                                                      |               |
| 1996 | Jack Brown Genius                       | Nej           | Ja              | Ja            |                                                                                |               |
| 1996 | The Frighteners                         | Ja            | Ja              | Ja            | Man med piercingar (okrediterad cameo)                                         |               |
| 2001 | Sagan om ringen                         | Ja            | Ja              | Ja            | Man som äter morot i Bri (okrediterad cameo)                                   |               |
| 2002 | Sagan om de två tornen                  | Ja            | Ja              | Ja            | Rohankrigare som kastar spjut vid porten till Helms klyfta (okrediterad cameo) |               |
| 2003 | Sagan om konungens återkomst            | Ja            | Ja              | Ja            | Legosoldat på båt (okrediterad cameo)                                          |               |
| 2003 | The Long and Short of It (short)        | Nej           | Nej             | Ja (exekutiv) | Busschaufför                                                                   |               |
| 2005 | Lord of the Brush                       | Nej           | Nej             | Nej           |                                                                                |               |
| 2005 | King Kong                               | Ja            | Ja              | Ja            | Akterskytt på biplan(cameo)                                                    |               |
| 2007 | Hot Fuzz                                | Nej           | Nej             | Nej           | Tjuv klädd som jultomten (okrediterad cameo)                                   |               |
| 2007 | Entourage (TV-serie)                    | Nej           | Nej             | Nej           | Sig själv (Avsnitt: "Gary's Desk")                                             |               |
| 2008 | Crossing the Line (kortfilm)            | Ja            | Ja              | Nej           |                                                                                |               |
| 2009 | District 9                              | Nej           | Nej             | Ja            |                                                                                |               |
| 2009 | The Lovely Bones                        | Ja            | Ja              | Ja            | Man på apoteket (okrediterad cameo)                                            |               |
| 2011 | Tintins äventyr: Enhörningens hemlighet | Nej           | Nej             | Ja            |                                                                                |               |
| 2012 | West of Memphis                         | Nej           | Nej             | Ja            |                                                                                |               |
| 2012 | Hobbit: En oväntad resa                 | Ja            | Ja              | Ja            | Dvärg som flyr från Smaug (okrediterad cameo)                                  |               |
| 2013 | Hobbit: Smaugs ödemark                  | Ja            | Ja              | Ja            | Man som går ut från pub i Bri (okrediterad cameo)                              |               |
| 2014 | Hobbit: Femhäraslaget                   | Ja            | Ja              | Ja            | Cameo                                                                          |               |
| 2018 | Mortal Engines                          | Nej           | Ja              | Ja            | Cameo                                                                          |               |
| 2021 | The Beatles: Get Back                   | Ja            | Nej             | Ja            |                                                                                |               |